# Tang He (vattendrag i Kina, Hebei)
Tang He är ett vattendrag i Kina. Det ligger i provinsen Hebei, i den norra delen av landet, omkring 140 kilometer sydväst om huvudstaden Peking.
Genomsnittlig årsnederbörd är 649 millimeter. Den regnigaste månaden är juli, med i genomsnitt 215 mm nederbörd, och den torraste är januari, med 3 mm nederbörd.